# El Bloque
El Bloque fue un periódico español editado en Cáceres entre 1907 y 1919.

## Historia
El periódico, fundado a finales de 1907, se editó con carácter semanal. Otro periódico, El Norte de Extremadura, se fusionaría con El Bloque en 1910. La publicación mantuvo una línea editorial liberal-democrática, cercano al Partido Liberal. Durante la Primera Guerra Mundial llegó a adoptar posturas germanófilas. El Bloque continuaría editándose hasta 1919.